# Йоан II Кипърски
Йоан II (III) Кипърски или Жан II дьо Лузинян (на френски: Jean II de Chypre; Jean II de Lusignan; * 16 май 1418, Никозия; † 28 юли 1458, Никозия) от фамилията Лузинян, е от 1432 до смъртта си през 1458 г. крал на Кипър, титулуван крал на Йерусалим и Армения и принц на Антиохия.

## Биография
Той е син на крал Янус от Кипър и втората му съпруга Шарлота дьо Бурбон, дъщеря на граф Жан I Бурбон-Ла Марш.
През 1435 или на 3 юни 1440 г. той се жени за Амадеа Палеологина (3 август 1429 – 13 септември 1440), дъщеря на Джан Джакомо Палеолог, маркграф на Монферат, и на Джована Савойска. След два месеца тя умира. Две години по-късно той се жени на 3 февруари 1442 г. в Никозия повторно за Елена Палеологина (3 февруари 1428 – 11 април 1458), дъщеря на Теодор II Палеолог, деспот на Морея (брат на последния византийски император Константин XI Палеолог) и на Клеофа Малатеста.
Погребан е в църквата Св. София в Никозия.

## Деца
С втората си съпруга той има децата:
- Шарлота (1444 – 1487), от 1458 г. кралица на Кипър, омъжена 1456 г. за инфант херцог Жуау Португалски (1431 – 1457), и 1459 г. за граф Лудвиг Савойски (1436 – 1482)
- Клеофа (Клеопа) († 8 юни 1448).

С метресата си Мариета от Патрас († 12 април 1503), той има един син:
- Жак II (Якоб) (1440/41 – 1473), архиепископ на Никозия, през 1461 г. крал на Кипър